# Saison 2015-2016 de la Berrichonne de Châteauroux
 (octobre 2018).
Si vous disposez d'ouvrages ou d'articles de référence ou si vous connaissez des sites web de qualité traitant du thème abordé ici, merci de compléter l'article en donnant les références utiles à sa vérifiabilité et en les liant à la section « Notes et références ».
Chronologie
Saison précédente Saison suivante
La saison 2015-2016 du LB Châteauroux, club de football français, voit le club évoluer en National.

## Résumé de la saison
- Le club termine à la 5e place du championnat.
- Saison sans grands coups d'éclat. En Coupe de France, le club termine en 1/16e de finale et en Coupe de la Ligue au 1er tour.

### Championnat

#### Matchs allers
| Date       | N o | Adversaire                   | Lieu | Résultat | Buteurs pour Châteauroux                | Points | Classement |
| ---------- | --- | ---------------------------- | ---- | -------- | --------------------------------------- | ------ | ---------- |
| 07/08/2015 | J01 | ÉFC Fréjus Saint-Raphaël     | Ext. | 1 - 0    | -                                       | 0      | 15         |
| 14/08/2015 | J02 | SAS Épinal                   | Dom. | 1 - 1    | Wissa 72e                               | 1      | 14         |
| 21/08/2015 | J03 | SR Colmar                    | Ext. | 1 - 0    | -                                       | 1      | 15         |
| 28/08/2015 | J04 | FC Chambly Oise              | Dom. | 0 - 1    | -                                       | 1      | 17         |
| 04/09/2015 | J05 | US Boulogne                  | Ext. | 1 - 3    | Wissa 20e (pen.), Tounkara 75e 90+2e    | 4      | 15         |
| 11/09/2015 | J06 | Amiens SC                    | Ext. | 1 - 3    | Tait 9e, Wissa 53e, Tounkara 76e (pen.) | 7      | 13         |
| 18/09/2015 | J07 | Athlético Marseille          | Dom. | 1 - 2    | N'Nomo 80e                              | 7      | 15         |
| 25/09/2015 | J08 | Vendée Luçon Football        | Ext. | 3 - 2    | Wissa 47e (pen.), Tounkara 81e          | 7      | 16         |
| 02/10/2015 | J09 | US Avranches                 | Dom. | 1 - 4    | Garita 77e                              | 7      | 17         |
| 16/10/2015 | J10 | CA Bastia                    | Ext. | 0 - 2    | Anderson 11e, Wissa 85e                 | 10     | 13         |
| 30/10/2015 | J11 | RC Strasbourg                | Dom. | 0 - 1    | -                                       | 10     | 16         |
| 06/11/2015 | J12 | ASM Belfort                  | Ext. | 1 - 1    | Chergui 73e                             | 11     | 16         |
| 22/01/2016 | J13 | USL Dunkerque                | Dom. | 2 - 0    | Tait 32e, Obiang 43e                    | 14     | 16         |
| 27/11/2015 | J14 | US Orléans                   | Ext. | 2 - 2    | Wissa 56e (pen.), M'Bone 90+4e          | 15     | 16         |
| 11/12/2015 | J15 | AS Béziers                   | Dom. | 2 - 1    | Mateta 3e 37e                           | 18     | 15         |
| 18/12/2015 | J16 | Vendée Les Herbiers Football | Ext. | 3 - 4    | N'Nomo 16e (pen.) 38e, Tounkara 28e 47e | 21     | 14         |
| 08/01/2016 | J17 | CS Sedan Ardennes            | Dom. | 2 - 2    | Tounkara 17e, Diogo 90e                 | 22     | 6          |

#### Matchs retours
| Date       | N o | Adversaire                   | Lieu | Résultat | Buteurs pour Châteauroux              | Points | Classement |
| ---------- | --- | ---------------------------- | ---- | -------- | ------------------------------------- | ------ | ---------- |
| 26/02/2016 | J18 | SAS Épinal                   | Ext. | 1 - 1    | Tounkara 15e                          | 23     | 9          |
| 29/01/2016 | J19 | SR Colmar                    | Dom. | 3 - 2    | Tounkara 11e, Lebrun 60e, Crillon 87e | 26     | 4          |
| 05/02/2016 | J20 | FC Chambly Oise              | Ext. | 1 - 2    | Tounkara 6e, Obiang 35e               | 29     | 14         |
| 12/02/2016 | J21 | US Boulogne                  | Dom. | 3 - 2    | Mateta 14e 40e, Lebrun 38e            | 32     | 15         |
| 19/02/2016 | J22 | Amiens SC                    | Dom. | 1 - 1    | Mateta 59e                            | 33     | 4          |
| 04/03/2016 | J23 | Athlético Marseille          | Ext. | 2 - 0    | -                                     | 33     | 5          |
| 11/03/2016 | J24 | Vendée Luçon Football        | Dom. | 0 - 3    | -                                     | 33     | 7          |
| 18/03/2016 | J25 | US Avranches                 | Ext. | 2 - 0    | -                                     | 33     | 9          |
| 08/04/2016 | J27 | RC Strasbourg                | Ext. | 1 - 1    | Chergui 90+1e                         | 34     | 13         |
| 15/04/2016 | J28 | ASM Belfort                  | Dom. | 1 - 1    | Tait 26e                              | 35     | 8          |
| 19/04/2016 | J26 | CA Bastia                    | Dom. | 2 - 1    | Wissa 26e (pen.), Mateta 74e          | 38     | 12         |
| 22/04/2016 | J29 | USL Dunkerque                | Ext. | 1 - 1    | Obiang 52e                            | 39     | 10         |
| 29/04/2016 | J30 | US Orléans                   | Dom. | 0 - 0    | -                                     | 40     | 8          |
| 06/05/2016 | J31 | AS Béziers                   | Ext. | 1 - 2    | N'Nomo 27e, Mateta 62e                | 43     | 7          |
| 13/05/2016 | J32 | Vendée Les Herbiers Football | Dom. | 3 - 0    | Mateta 51e 89e, Tounkara 70e          | 46     | 5          |
| 27/05/2016 | J33 | CS Sedan Ardennes            | Ext. | 0 - 3    | Mateta 56e, Tait 62e, Loumingou 82e   | 49     | 5          |
| 03/06/2016 | J34 | ÉFC Fréjus Saint-Raphaël     | Dom. | 3 - 1    | Tounkara 17e, Chergui 32e, Mateta 41e | 52     | 5          |

### Coupe de France
| Date       | N o     | Adversaire | Lieu | Résultat          | Buteurs pour Châteauroux            |
| ---------- | ------- | ---------- | ---- | ----------------- | ----------------------------------- |
| 10/10/2015 | 5e tour | EAS Orval  | Ext. | 0 - 3             | N'Nomo 47e, Wissa 55e, Pinteaux 86e |
| 28/04/2015 | 6e tour | Bourges 18 | Ext. | 0 - 0 4 t.a.b à 2 | -                                   |

### Coupe de la ligue
| Date       | N o      | Adversaire        | Lieu | Résultat | Buteurs pour Châteauroux |
| ---------- | -------- | ----------------- | ---- | -------- | ------------------------ |
| 11/08/2015 | 1er tour | AS Nancy-Lorraine | Ext. | 2 - 1    | Garita 59e (pen.)        |